# クリプルクリーク
クリプルクリーク（Cripple Creek）は、アメリカ合衆国コロラド州中南部のテラー郡に位置する都市。ロッキー山脈のパイクスピーク西麓、州第二の都市コロラドスプリングス市の西約71kmに位置する。クリプルクリークの都市名は市内を流れるクリプルクリーク川（後述）から来ている。都市名の発音は「クリポルクリーク」である。
クリプルクリークのダウンタウンはアメリカ合衆国国定歴史建造物に認定されている。

## 歴史

### 開拓前
現在のクリプルクリークがある地には、ネイティブアメリカンのユート族が住んでいた。
既に近隣の（後のコロラドスプリングス市になる）コロラドシティにはゴールドラッシュが到達していた。ある者がこの土地に金があると嘘をつき、一時フォーティーナイナーズが集まったが金は見つからずその後、この土地には誰も近づかなくなった。

### コロラドゴールドラッシュの中心都市時代
1890年10月20日、“ボブ”ロバート・ミラー・ウォーマックが乗馬中に金の鉱脈を発見。この報せによりアメリカ全土から数千の男、女、子供がクリプルクリークに集まった。これがコロラドゴールドラッシュの始まりになった。ウィンフィールド・スコット・ストラットはクリプルクリーク初の金鉱山であるインディペンデンス鉱山を設立した。
1892年6月9日、テラー郡の郡都としてクリプルクリーク市が設立された。1890年からの2年で500人の人口が1万人に達していた。
1894年、鉱山の労働者が大規模ストライキを行う、ジェームス・ピーボディ州知事は州兵をストライキの鎮圧のために派遣するもデモ隊を逆撫でしてしまい、一時デモ隊が暴徒化するも州兵のガトリング銃を見たデモ隊がストライキを辞める。
1896年4月25日、クリプルクリーク市街地の半分を焼き尽くす大火が発生、4日後再び大火が発生市の残りの半分を焼き尽くしクリプルクリークは大打撃を受けた。その後市街地を耐火性がある煉瓦で再興した。その際再興された建物がアメリカ合衆国国定歴史建造物に認定されている。
その後、年々金の採掘量は減りそれと共に人口が減っていき。1970年代には人口は数百になり半ばゴーストタウン化した。

### 現在のクリプルクリーク
1991年、コロラド州はクリプルクリーク市内のみのギャンブルを合法化、空き家だらけになっていたダウンタウンはたちまちカジノで溢れ鉱山の軽便鉄道の廃線跡を改装した観光列車も運行し始め、一気に町は活性化した。地元紙は「コロラドゴールドラッシュの再来」と報じた。

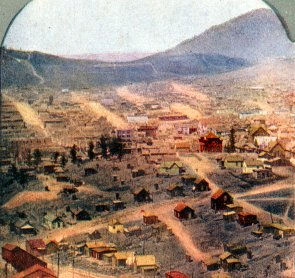
1900年のクリプルクリーク市街地

2012年現在、クリプルクリークのカジノ単独での税収は1億4千万ドルである。

## 地理
現在のクリプルクリークは、3000万年前には火山のカルデラ湖であった。
市内にはクリプルクリーク川が流れる。

### クリプルクリーク川の伝説

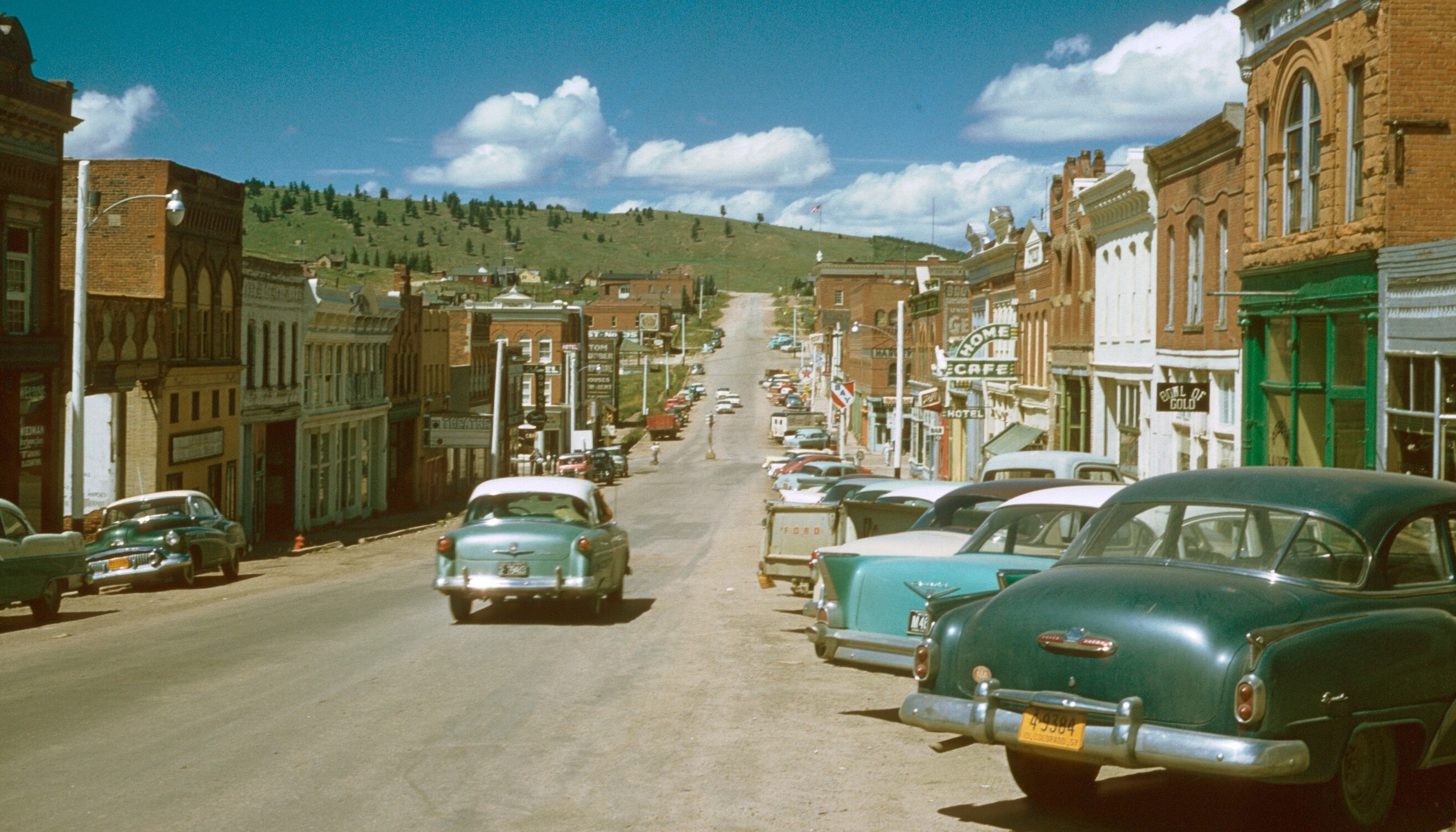
1957年のダウンタウン

ゴールドラッシュが始まった頃この川を渡った家畜がことごとく怪我に遭い、そこから体の不自由を意味する“Cripple”と名付けられた。

## 経済

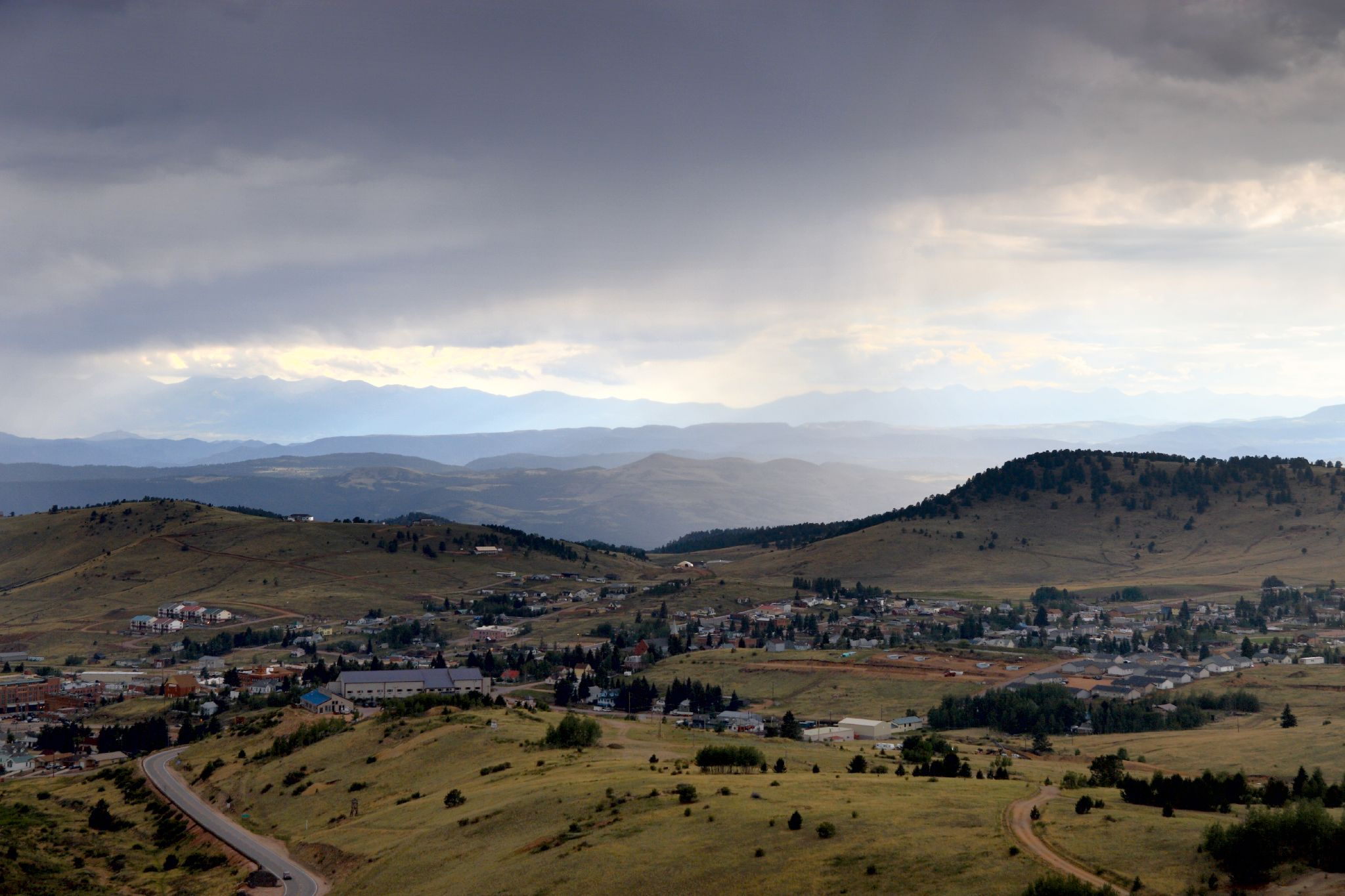
2006年のクリプルクリーク市街地

クリプルクリークの経済は金の採掘業とカジノ・観光業によって支えられている。

### 採掘業
2005年現在、クリプルクリーク地区では年2350万トロイ衡の金が採掘されている。
現在の金の採掘はクリプルクリーク＆ビクターゴールドマイニング会社一社のみである。

### カジノ・観光業
1991年のカジノ合法化後、クリプルクリークにはカジノが溢れ毎日の様に近隣のコロラドスプリングス市営空港、デンバー国際空港、デンバーユニオン駅から送迎用のバスが走っている。
観光業では1890年代の廃鉱山の探索ツアーや近隣のビクター市へ観光用の汽車が走っている。

## 交通
現在、クリプルクリークへは車でしか行けない最も一般的な行き方はハイウェイ24号のデバイドかフロリサントから前者はコロラド州道60号、後者はテラー郡道1号を使うルートである。
かつては、コロラドスプリングス市との間に軽便鉄道が走っていた。